# Българско е-списание за археология
„Българско е-списание за археология“ (на английски: Bulgarian e-Journal of Archeology), в сайта му изписано Българско е-Списание за Археология, е основано през 2011 г.
Издава се от Асоциацията на българските археолози. Съдържанието на списанието е двуезично, на английски и български. Списанието излиза в дигитален формат и е със свободен достъп под Creative Commons лиценз (CC BY-NC-ND 4.0).

## Допълнителни издания (Supplementum)
Списанието издава и допълнителна серия монографии и томове от статии:
- Том 1 (2011): Landscape, Material Culture and Society in South East Bulgaria
- Том 2 (2013): Геофизични методи в археологията. Оптимизиране на методиката за проучване на надгробни могили | Geophysical methods in archaeology. Optimization of technique for prospection of burial mounds
- Том 3 (2014): Проучвания на културно-историческото наследство: предизвикателства и перспективи | Investigations of the cultural heritage: challenges and perspectives
- Том 4 (2015): Филови четения. Културно-историческото наследство: проучване и опазване | Filov readings. Cultural-historical heritage: research and protection
- Том 5 (2016): Могилен некропол от римската епоха край град Стралджа, Ямболско | Tumular Necropolis of the Roman Period near Straldzha, Yambol Region
- Том 6 (2018): Филови четения. Проучване на културно-историческото наследство | Filov Readings Cultural-historical Heritage Research
- Том 7 (2019): Филови четения. Балканска археология | Filov Symposium. Balkan archaeology